# Valentina Hribar Sorčan

## Uvod:
Filozofska misel Valentine Hribar Sorčan (slovenska filozofinja, *1969, Kranj) je v veliki meri posvečena polju estetike, ki ima na Slovenskem, vse od Franeta Vebra, Alme Sodnik pa do Franeta Jermana ter Leva Krefta, bogato tradicijo. Filozofska osredotočenost Hribar Sorčanove v polje estetike je prisotna že v njeni magistrski nalogi, kjer skozi telo in moralo determinira vprašanja podobe telesa skozi filozofsko misel Friedricha Nietzscheja (»Bog je mrtev«), v doktorski disertaciji, znanstveni razpravi za dosego doktorskega naslova, pa je obravnavala Fenomenološko osvetlitev Nietzschejeve estetizacije resnice in smisla v sodobni francoski estetiki.  

## Življenje:
Valentina Hribar Sorčan predava na oddelku za filozofijo na Univerzi v Ljubljani.
Njen oče je akademik prof. dr. Tine (Valentin) Hribar, slovenski filozof fenomenolog in nekdanji redni profesor za fenomenologijo in filozofijo religije na Filozofski fakulteti Univerze v Ljubljani. Pomembno vlogo predstavlja v procesih demokratizacije in slovenskega osamosvajanja. Skupaj z ženo Spomenko Hribar (slovenska filozofinja, sociologinja in publicistka) je prejemnik Zlatega reda za zasluge Republike Slovenije.  

## Delo:
Kot predavateljica Valentina Hribar Sorčan, podobno kot Alma Sodnik (prva doktorica filozofije pri nas), ne razvija toliko lastne filozofske misli, (niti je ne najdemo med tistimi humanističnimi znanstveniki, ki skozi filozofsko misel pogosto analizirajo aktualne družbene razmere), temveč kot znanstvenica na področju filozofije na kateri za filozofijo sistematično determinira zgodovino filozofske znanosti pri nas. V zadnjih letih se, skozi izhodišča pojmov empatije in intersubjektivnosti, ukvarja z analizo sodobne teorije jaza v odnosu do drugega, predvsem skozi perspektivo dualizma moderne in postmoderne filozofije.  
Prevaja sodobno francosko filozofijo in je avtorica več znanstvenih člankov in knjižnih spremnih študij s tega področja. Od leta 2011 aktivno sodeluje z raziskovalno skupino za francoski jezik kot mednarodni jezik GERFLINT. Poleg tega raziskovalno deluje v programski skupini Filozofske raziskave.
Njeno najpomembnejše delo je Jaz in drugi v (post) moderni filozofiji umetnosti: na poti k sodobnosti. Je monografija, ki obravnava teorije subjekta oziroma jaza v moderni in sodobni filozofiji, predvsem tiste, ki izhajajo ali vsaj upoštevajo odnos do drugih.

## Nekatera dela:
- Vstop v estetiko II. del
- Lyotardova interpretacija Kantove estetike sublimnega (diplomska naloga)
- Podobe telesa (magistrsko delo)
- Fenomenološka osvetlitev Nietzschejeve estetizacije resnice in smisla v sodobni francoski estetiki: doktorska disertacija
- Človekovo dostojanstvo v času umiranja in pravica do smrti (članek)
- Človekovo dostojanstvo in pravice bolnika v času umiranja (prispevek na konferenci)
- Kontemplacije lepega pri Kantu (članek)